# تشاه علي ناجي (اسفندار)
تشاه علي ناجي (بالإنجليزية: Chah-e Ali Naji Rafsanjani va Shorkad)‏ هي منطقة سكنية تقع في إيران في يزد.